# Jolien Knollema
Jolien Knollema (* 5. Januar 2003 in Groningen) ist eine niederländische Volleyballnationalspielerin.

## Karriere
Knollema begann ihre Karriere bei Sudosa Desto. Sie nahm mit den niederländischen Juniorinnen an der U17-Europameisterschaft teil und wurde niederländische Meisterin im Beachvolleyball derselben Altersklasse. 2018 wechselte die Außenangreiferin zum Erstligisten Team Eurosped. 2021 wurde sie vom italienischen Erstligisten Il Bisonte Firenze verpflichtet. Mit der niederländischen Nationalmannschaft nahm sie an der Weltmeisterschaft 2022 im eigenen Land teil. 2023 wechselte Knollema zum deutschen Bundesligisten Allianz MTV Stuttgart. Mit Stuttgart gewann sie den DVV-Pokal 2023/24 und die deutsche Meisterschaft. Bei den Olympischen Spielen in Paris schied sie mit dem niederländischen Team nach der Vorrunde aus. Auch 2024/25 spielt Knollema für Stuttgart.